# Bataille de Hanover
Guerre de Sécession
Batailles
Campagne de Pennsylvanie
- Franklin's Crossing
- Brandy Station
- 2e Winchester
- Aldie
- Middleburg
- Upperville
- 2e Fairfax Court House
- Corbit's Charge (en)
- Hanover
- Sporting Hill
- Carlisle
- Gettysburg
- Retraite de Gettysburg
- Fairfield
- Monterey
- Williamsport
- Boonsboro
- Funkstown
- Manassas Gap

La bataille de Hanover s'est déroulée le 30 juin 1863, à Hanover dans le sud-ouest du comté de York, en Pennsylvanie, lors de la campagne de Gettysburg de la guerre de Sécession.
La cavalerie confédérée du major général J.E.B. Stuart, qui chevauche vers le nord pour contourner l'armée de l'Union du Potomac, attaque un régiment de cavalerie fédérale, de poussant dans les rues de Hanover. La brigade du brigadier général Elon Farnsworth arrive et contre-attaque, mettant en déroute l'avant garde confédérée et étant à deux doigts de capturer Stuart lui-même. Stuart contre-attaque rapidement. Renforcé par brigade du Michigan (en) du brigadier général George A. Custer, Farnsworth tient le terrain, et les combats se transforment en impasse. Stuart est obligé de poursuivre vers le nord et l'est pour contourner la cavalerie de l'Union, ce qui le retarde encore plus dans sa tentative de rejoindre l'armée de Robert E. Lee, qui se concentre à Cashtown Gap à l'ouest de Gettysburg.

## Contexte
Alors que Robert E. Lee déplace son armée de Virgnie du Nord vers le nord en juin 1863 dans la vallée de la Shenandoah en direction de la Pennsylvanie, des éléments de sa cavalerie sous le commandement de J.E.B. Stuart partent vers l'est au travers de la route empruntée par l'armée de l'Union du Potomac. Une série de raids dans l'est du Maryland rapporte des prisonniers et du ravitaillement, mais aussi désorganise les communications et détruisent les lignes du télégraphe. Néanmoins, Stuart n'est pas en mesure de dissimuler l'avance de Lee ou de fournir du renseignement sur les mouvements de l'armée fédérale. Alors que Stuart se dirige vers le nord dans une tentative de rejoindre Lee, le commandant de la cavalerie de l'Union, le major général Alfred Pleasonton, chevauchant vers la Pennsylvanie à l'ouest de Stuart, ordonne à ses divisions de se déployer sur une large bande, gardant un œil sur les confédérés.
La division du brigadier général Judson Kilpatrick est sur le flanc droit de l'Union. La majorité de ses hommes passent dans Hanover tôt dans la matinée du 30 juin 1863, faisant un brève pause pour prendre des rafraîchissements et recevoir les salutations des habitants enthousiastes de la ville. Leur ville a été pillée trois jours plus tôt par la cavalerie du lieutenant colonel confédéré Elijah V. White (en), rattachée à la division du Officiers généraux de l'armée des États confédérés Jubal Early qui a occupé le comté de York. Les virginiens et les hommes du Maryland de White ont suivi la voie ferrée de Hanover depuis les environs de Gettysburg, et ont pris aux habitants de la ville des chevaux, de la nourriture, du ravitaillement, des vêtements, des chaussures et d'autres objets recherchés, payant souvent avec la monnaie dépréciée confédérée ou des lettres de change du gouvernement confédéré. Les cavaliers de White ont détruit les câbles du télégraphe de la région, coupant les communications avec le monde extérieur, avant de saccager la gare de Hanover Junction (en) située à proximité. L'arrivée inattendue de la colonne de Kilpatrick est une surprise plaisante pour les habitants de Hanover, qui accueillent chaleureusement les troupes de l'Union avec de la nourriture et de la boisson.
La plupart des hommes de Kilpatrick remontent en selle et traversent la ville, se dirigeant vers le nord à proximité de Pigeon Hills en direction de Abbottstown. Il laisse une petite arrière-garde pour garder les routes au sud et à l'ouest de Hanover. Pendant ce temps, Stuart laisse son cantonnement à Shriver's Corner, Maryland, et part en direction du nord au travers de la ligne Mason–Dixon dans la Pennsylvanie. Apprenant que la cavalerie fédérale a été aperçue près de son objectif, Littlestown, Pennsylvanie, il dévie alors vers Hanover dans le comté adjacent de York. Sa progression est ralentie considérablement par un convoi de plus de 125 chariots lourdement chargés qu'il a capturés près de Rockville, Maryland. De plus, il a mené une escarmouche contre la cavalerie du Delaware le 29 juin 1863 à Westminster, Maryland, le retardant encore plus.

## Bataille
Peu avant 10 heures du matin, le 30 juin 1863, l'arrière-garde du 18th Pennsylvania Cavalry rencontre des confédérés à environ cinq kilomètres (trois miles) au sud-ouest de Hanover à Gitt's Mill. Lors de l'échange qui s'ensuit de coups de feu avec des armes de petits calibres, un cavalier confédéré est tué et plusieurs autres blessés. Peu après, vingt-cinq hommes de la compagnie G du 18th Pennsylvania sont capturés par le 13th Virginia de la brigade de John R. Chambliss (en), avant-garde de la cavalerie de Stuart qui arrive. Aussi, ce matin, une série d'engagements mineurs surviennent près de Littlestown et quelque part le long du trajet de Stuart.
Au sud-ouest de Hanover un petit hameau maintenant appelé Pennville, le 2nd North Carolina Cavalry frappe la colonne principale du 18th Pennsylvania et la scinde en deux. Les survivants de l'Union se retirent en désordre dans les rues de Hanover juste au moment où l'artillerie de campagne (en) arrive, se met en batterie et ouvre le feu. Alors que les confédérés occupent la ville dans le sillage des pennsylvaniens qui s'enfuient, le général Farnsworth place le 5th New York Cavalry en position à proximité des biens communaux et attaque le flanc rebelle dans les rues, obligeant les hommes du Caroline du Nord (Tar Heels) à abandonner le terrain qu'ils avaient conquis brièvement. Le commandant du 2nd North Carolina, William Henry Fitzhugh Payne, est fait prisonnier après que son cheval mourant l'a renversé dans une cuve de tannerie. Un soldat de l'Union extrait Payne et le fait prisonnier.
Alors que d'autres hommes de Chambliss (et du général Stuart) arrivent sur les lieux, ils tombent sur des fédéraux supplémentaires près de la ferme étendue de Karle Forney, juste au sud de Hanover. Presque encerclé au cours des combats confus, Stuart et un officier d'état-major s'enfuient dans la campagne au travers des haies bordant la route de campagne, sautant à cheval à un endroit au dessus d'un fossé de 4,6 mètres (15 pieds) de large. Entendant le son caractéristique d'un échange de coups de feu distant, Judson Kilpatrick accourt vers le sud en direction de Hanover, son cheval mourant dans un square de la ville après une course effrénée. Le jeune général commence à déployer ses hommes dans et autour de Hanover, barricadant quelques rues avec des tonneaux, des chariots de ferme, des boîtes de marchandises sèches, et tout ce qui peut offrir une protection. Peu après midi, les combats à la ferme de Forney cessent alors que les rebelles rompent le contact. Kilpatrick positionne la brigade de Custer qui vient d'arriver dans la ferme et attend les développements.
Quand la brigade de Virginie de Fitzhugh Lee arrive, Stuart déplace ses hommes et ceux de Chambliss vers une nouvelle position sur une crête s'étendant 'à partir de la ferme de Keller Farm au sud-ouest de Hanover jusqu'au cimetière de Mount Olivet au sud-est de la ville. Pendant ce temps, Kilpatrick repositionne les brigades des nouveaux promus Custer et Farnsworth pour former un meilleur périmètre défensif et alors met en batterie ses canons.
Laissant les chariots capturés à trois kilomètres (deux miles) au sud de la ville sous bonne garde, Wade Hampton place à 14 heures sa brigade et la batterie de Breathed en position à proximité du cimetière de Mount Olivet à l'extrême droite de la ligne de Stuart. Un duel d'artillerie survient pendant deux heures où les canons tirent des obus au dessus de la ville. Les fragments font des trous dans plusieurs maisons et manquent de peu de tuer madame Henry Winebrenner et sa fille, qui ont juste quitté leur balcon quand un projectile s'engouffre dans les étages.
Pendant l'échange d'artillerie prolongé, le 6th Michigan démonté de Custer avance à 270 mètres (300 yards) de Chambliss et des deux canons qui soutiennent sa ligne. Pris de flanc et perdant quinze hommes, les Wolverines essaient une nouvelle fois et réussissent à sécuriser la route Littlestown-Frederick, ouvrant une ligne de communication avec le XIIe corps de l'Union. Stuart et Kilpatrick ne lancent plus aucun mouvement offensif, et les deux camps initient une série d'escarmouches et d'actions mineurs de sondage.

## Conséquences
Se désengageant lentement et protégeant les chariots capturés, Stuart se retire vers le nord-est par Jefferson en direction de York, connu selon les journaux récents pour être le lieu où se trouve la division. En route, Stuart apprend à New Salem que la division de Early a récemment quitté York et marche vers le nord-ouest par Dover. Stuart change de direction et se dirige vers le nord de nuit sur des routes sinueuses et vallonnées, essayant encore de localiser Early ou le lieutenant général Richard S. Ewell, pensant que ce dernier est encore en face de la rivière Susquehanna.
La tête de la colonne de vingt-sept kilomètres de long (dix sept miles) menée par Stuart arrive dans Dover à deux heures du matin le 1er juillet 1863, l'arrière-garde arrivant à huit heures du matin. Stuart apprend que Early est passé par la ville et se dirige vers l'ouest en direction de Shippensburg alors que l'armée se concentre. Stuart libère sur parole plus de deux cents prisonniers et donne à ses troupes six heures de repos nécessaires (pendant que, sans que Stuart ne le sache, la division confédérée du major général Henry Heth affronte la division de cavalerie du brigadier général John Buford à Gettysburg). Stuart reprend sa marche éreintante dans l'après-midi et au début de la soirée, confisquant plus de 1 000 montures fraîches aux fermiers du comté de York.
Laissant la brigade de Hampton et les chariots de Dillsburg, Stuart se dirige vers Carlisle, espérant trouver Ewell. À la place, Stuart se trouve face aux quelque 3 000 hommes des milices de Pennsylvanie et de New York qui occupent les alentours. Après avoir tiré quelques obus pendant le début de soirée sur la ville et brûlé la caserne de Carlisle, Stuart se retire après minuit vers le sud en direction de Gettysburg (voir escarmouche de Carlisle). Les combats à Hanover, la longue marche au travers du comté de York avec les chariots capturés, et la brève confrontation à Carlisle ralentissent Stuart considérablement dans sa tentative de rejoindre la armée principale et localiser Lee. Les « yeux et les oreilles » de l'armée de Virginie du Nord ont manqué à Lee.
Les pertes à Hanover sont relativement faibles, mais le coût en temps, par le retard de Stuart à rejoindre Lee, se révèle beaucoup plus élevé. Les estimations varient sur le nombre d'hommes perdus à Hanover ; les pertes de l'Union dans une source sont répertoriées à 19 morts, 73 blessés et 123 disparus (pour un total de 215). La 18th Pennsylvania a subi le plus de pertes, avec trois hommes tués, 24 blessés et 57 disparus. Du côté des confédérés, les pertes de Stuart sont généralement estimées à 9 tués, 50 blessés et 58 disparus, pour un total de 117.

## Champ de bataille
Le combat à Hanover est commémoré par le « Picket », une statue de bronze impressionnante d'un cavalier monté sculpté par l'artiste de Boston Cyrus E. Dallin. Payé par l'État de Pennsylvanie, elle est érigée dans le square du centre en 1905. Deux plaques de bronze installées par le gouvernement fédéral en 1901 portent des inscriptions relatant les mouvements de l'armée du Potomac du 30 juin 1863 au 1er juillet 1863. De plus, un petit nombre de pièces d'artillerie sont placées dans le square de la ville, comprenant le canon Parrott numéroté 1, le canon original, monté sur une reproduction d'un attelage. Une plaque murale sur un bâtiment moderne et une étoile entourée par quatre fers à cheval installés sur le trottoir marquent l'emplacement de l'état-major Custer et l'« érable de Custer », un arbre de premier plan utilisé par le général « enfant » pour attacher son cheval.
En 2005, la municipalité érige plus d'une douzaine de marqueurs au bord des routes sur des points clés le long des rues de la ville pour aider les visiteurs à interpréter la bataille, et trois ans plus tard l'État à ajouter ses propres marqueurs lors de l'initiative des chemins de la guerre de Sécession en Pennsylvanie. Néanmoins, une grande partie de la zone sud de la ville, comprenant la ferme de Forney où Custer a progressé, a été perdue par le développement urbain moderne, tout comme les collines à huit cents mètres au nord du square du centre de Hanover où l'artillerie de Kilpatrick s'est déployée. La batterie d'Elder de quatre canons était déployée le long de ce qui est maintenant la Stock Street à l'est de Carlisle Street et la batterie de Pennington était déployée le long de ce qui est maintenant la 4th Street à l'ouest de Carlisle Street.
Le York County Heritage Trust et quelques organisations locales de Hanover réalisent des tours guidés des sites des batailles.

## Pour aller plus loin
- Wittenberg, Eric J., and J. David Petruzzi. Plenty of Blame to Go Around: Jeb Stuart's Controversial Ride to Gettysburg. New York: Savas Beatie, 2006.  (ISBN 1-932714-20-0).